# 家族戦隊ノック5
『家族戦隊ノック5』（かぞくせんたいノックファイブ）は、能田達規（のうだ たつき）による漫画作品。講談社とYahoo!コミックによる「新世代ヒーロー創出」を提唱する協同企画ウェブマガジン「ヒーロークロスライン」に連載されたウェブコミックである。

## 概要
配信開始は2007年12月19日、2008年5月14日最終回配信。更新周期は月単位であった。ヒーロークロスライン創刊時の初期連載作品の一つ。
謎の男、正義の味方ノックマンに力を解放され超能力を引き出された守田一家が家族戦隊ノック5としてヒーロー業に私生活にと戸惑いながらも宇宙怪獣に立ち向かうSFアクションストーリー漫画である。
世界観についてはヒーロークロスライン共通の世界観も参照。

## あらすじ
ある日、ホリデーキャンプを楽しむ守田一家の前に謎のマント男、ノックマンが現れる。ノックマンは彼らの力を解放し超能力を引き出すと守田一家は異能者「ノッカーズ」となり、ノックマンは「これから起こる宇宙怪獣の脅威から地球を守ってほしい」と告げ、守田一家はノック5として宇宙怪獣に立ち向かうこととなる。だが、ノック5には正体を隠して宇宙怪獣と戦わなくてはならず私生活も中断しなくてはならないといった過酷な生活が待っていた。

## 登場キャラクター
太字は、そのキャラクターに関連する用語や人名など。
守田 弾吉（もりた だんきち）
守田一家の長男で小学生。ノックダンに変身する。変身後は492Gpaの立方晶窒化炭素に匹敵する硬度の石頭で宇宙怪獣を粉砕して戦う。
守田 正男（もりた まさお）
守田一家の大黒柱で大工の棟梁。ノックパパに変身する。変身後はノック5一の怪力と運動能力を持つ。最強の必殺技はノックダンを投擲するノックバズーカーである。
守田 明花（もりた めいか）
守田一家の長女で中学生。ノックメイに変身する。変身後は炎を駆使して戦う。必殺技は小型の怪獣なら一瞬で焼き尽くすほどの高温の炎のノックファイアーである。
守田 千波（もりた ちなみ）
守田一家の専業主婦。ノックママに変身する。変身後は周囲の気流を操ることで水や氷を発生させて戦う。
守田 音羽（もりた おとは）
守田一家の次女。ノックオンに変身する。変身後は超音波を駆使して戦う。必殺技は半径500m以内の宇宙怪獣を破壊または麻痺させるほどの破壊力を持つノックブーム。
ノックマン
守田一家の能力を解放し装備や基地一式を与えた謎の人物。

### 他作品からの登場キャラクター
ジエンド
声 - 高木渉
山田シンザン

## 単行本
講談社 〈マガジンZKC〉より発売。全2巻。
1. （2008年4月23日第1刷発行）ISBN 978-4-06-349352-8
2. （2008年5月23日第1刷発行）ISBN 978-4-06-349360-3